# Gola Dzierżoniowska

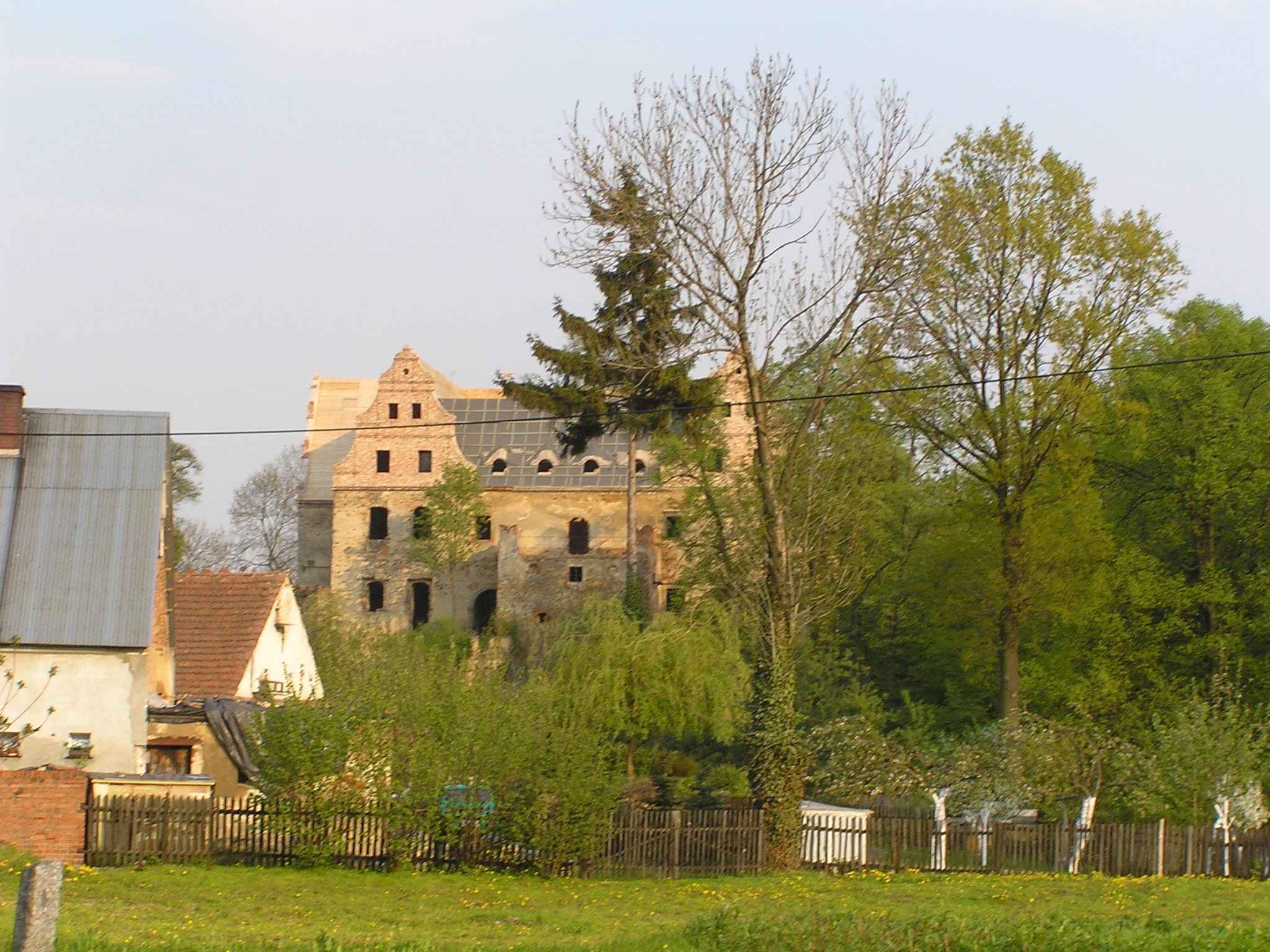
Castillo de Gola Dzierżoniowska

Gola Dzierżoniowska (a veces simplemente llamado Gola, en alemán Guhlau) es un pueblo del municipio de Niemcza, en el distrito de Dzierżoniów, voivodato de Baja Silesia, en el suroeste de Polonia.
Está situado a 4 km al noroeste de Niemcza, a 18 km al este de Dzierżoniów y a 47 km al sur de Breslavia. Su población es de unos 150 habitantes.
En este pueblo se encuentra el castillo de Gola Dzierżoniowska, palacio del Renacimiento desde 1580, con un portal de decoración gráfica.
En los años 1975-1998, la ciudad administrativamente perteneció al voivodato de Walbrzyskie.

## Castillo
De acuerdo con la lista de los sitios que aparecen en el Instituto Nacional de Patrimonio, está el castillo de Gola Dzierżoniowska, desde el siglo XVI.[cita requerida]

## Historia
El pueblo es mencionado con el nombre de Gola por primera vez en 1210 y forma parte del dominio de la abadía de Kamieniec Ząbkowicki.
A mediados del siglo XIV, la villa fue propiedad de un caballero. Según documentos de 1350, se afirma: «Cunadi de Poranicz nació en el pueblo de Gola»
En 1536, los bosques de Gola eran de propiedad de la iglesia y dependían de San Jurek de Niemcza.
El siguiente propietario del pueblo fue Dietrich von Rohnau, quien construyó en 1580 el castillo de Gola en el lugar del anterior edificio.
En los años 1600-1610, el castillo fue transformado. En 1611, el propietario del pueblo fue Dietrich von Rohnau, gobernador de Swidnicka-Jawór, quien fue reemplazado en 1626 por Georga von Rohnau. Junto al palacio se encontraba un estanque de pesca. En 1668, el pueblo fue tomado por la línea de Hentschel y a principios del siglo XVIII, por Seidlitz. En el siglo XVIII, el parque ya existía en la parte oriental del castillo.
Al siglo XIX, la propiedad cayó en manos de las familias Prittwitz y Gaffron. Los estanques perdieron su utilidad XIX y se convirtieron en una parte integral del parque ajardinado. En 1845, en el castillo de la ciudad había una granja con un molino, una cervecería y una destilería. En ese momento, el protectorado "Johannisthal" también dependía de la silvicultura de Gola.

## Lugares aledaños
A más de 20 km:
- Arboretum de Wojsławice
- Lago de Sieniawka - Playa, natación, voleyplaya.
- Plaza de la Edad Media de Niemcza.
- Bielawa, lugar para cabalgatas.
- Aquapark Aquarius de Bielawa.[5]
- Iglesia San Juan Bautista en el Voivodato de Henryków, Baja Silesia.

A más de 50 km:
- Campo de Gross-Rosen.[6]
- Castillos de Baja Silesia.[7]
- Castillo de Grodno,[8] castillo de Kamenz en Kamieniec Ząbkowicki, castillo de Krzyżowa,[9] castillo de Krasków,[10] castillo de Krobielowice,[11] castillo de Sobótka-Górka.
- Castillo de Książ,[12] establos de Książ,[13] palmar de Lubiechów.[14]
- Ciudad histórica de Kłodzko con sus casas de los siglos XV y XVI, su fortaleza, con sus 44 km de galerías y el puente de San Juan datan de 1390
- Parque de esquí/VTT de Sokolec
- Baños termales de Polanica Zdrój, baños termales de Szczawno Zdrój.
- Fábricas subterráneas de la Segunda Guerra Mundial (Osówka, Walim).[15]
- Gran plaza de Świdnica, Iglesia de la Paz de Świdnica (clasificada como patrimonio mundial de la UNESCO)
- Club de escalar GOPR, Wałbrzych, Lądek Zdrój, Escuela de escalar J. Z. Piotrowiczowie
- Sala del Centenario de Breslavia (clasificada como Patrimonio mundial de la UNESCO), plaza del Mercado de Breslavia, Aula Leopoldina de la universidad de Breslavia